# Karen Dunne
Karen Dunne née le 30 décembre 1967 à Colorado Springs, est une coureuse cycliste américaine.

## Palmarès sur route
- 1992
  - Kwik Star Criterium
- 1994
  - Kwik Star Criterium
  - Snake Alley Criterium
  - 6e étape de Women's Challenge
- 1999
  -  Médaillée d'or de la course en ligne aux Jeux panaméricains
  - 2e étape de Sea Otter Classic
  - 2e de Liberty Classic
- 2000
  - 2e étape de Sea Otter Classic
  - 5e étape de GP Feminin du Quebec

## Coupe du monde
- 1998
  - 3e de la course aux points à Hyères

### Championnats des États-Unis
- 1994
  -  Championne des États-Unis du 1 kilomètres
  - 3e de la course aux points
- 1997
  -  Championne des États-Unis de la course aux points